# Římskokatolická farnost Štoky
Římskokatolická farnost Štoky je územním společenstvím římských katolíků v rámci havlíčkobrodského vikariátu královéhradecké diecéze.

## O farnosti

### Historie
Kraj kolem Štoků je uváděn v roce 1197 jako majetek řádu Německých rytířů. V roce 1233 se staly součástí majetkového zázemí kláštera v Želivu, kde tehdy působili benediktini. Součástí klášterního majetku zůstaly Štoky i poté, co byli benediktini v Želivě vystřídáni premonstráty. V roce 1250 je ve vsi doložena plebánie, ke které patronátní právo vykonával rod Lichtenburků. V 16. století začali farnost spravovat nekatoličtí duchovní. V roce 1623 byla farnost rekatolizována. Sídelní duchovní správce působil ve Štokách ještě koncem 80. let 20. století.

### Současnost
Farnost je administrována ex currendo z Úsobí v sousedním humpoleckém vikariátu.
| Kostel                     | Místo       | Bohoslužba                   | Bohoslužba                   | Poznámka        |
| -------------------------- | ----------- | ---------------------------- | ---------------------------- | --------------- |
| Kaple sv. Jana Nepomuckého | Okrouhlička | 1x ročně (poutní), jinak ne. | 1x ročně (poutní), jinak ne. | obecní kaple    |
| Kostel Povýšení sv. Kříže  | Petrovice   | poslední sobota v měsíci     | 17.00                        | filiální kostel |
| Kostel sv. Jakuba Staršího | Štoky       | neděle čtvrtek               | 8.00 17.00                   | farní kostel    |